# 动量运动
动量运动（匈牙利語：Momentum Mozgalom，簡稱Momentum）是匈牙利的一個中间派自由主义政党，成立於2017年3月。該黨最初以政治協會的形式在2017年1月因組織反對布達佩斯申辦2024年夏季奧運會的請願活動而聲名鵲起。該請願活動成功收集了超過266,151個簽名，呼籲就此事舉行全民公投，但政府最終取消了奧運申辦計劃，公投未能舉行。
成立為政黨後迅速在全國範圍內吸引了大量支持者，目前擁有約4,000名成員。在2018年匈牙利議會選舉中，政党候選人在大多數選區參選，主張取代奧班·維克多政府，並推動新一代政治變革。然而，該黨僅獲得3.06%的選票，未能達到5%的門檻，因此未能在國民議會中獲得席位。